# Восход (космічна програма)
«Восход» — радянська програма серії багатомісних космічних кораблів для польотів навколоземною орбітою.
За програмою «Восход» відпрацьовувалась взаємодія членів екіпажу під час польоту, вивчалась можливість роботи людини у відкритому космосі, виконувались наукові та медико-біологічні дослідження, технічні експерименти. Основні досягнення програми «Восход» — перший у світі багатомісний екіпаж (політ трьох космонавтів на борту), перший у світі політ космонавтів без використання скафандрів, перший у світі вихід у відкритий космос.

## Мета програми
Програмою передбачалося перевірити працездатність окремого космонавта та всього екіпажу загалом, перевірка способів орієнтування за зорями, взяття вестибулярних кров'яних проб, запис показників роботи мозку в стані невагомості, збір даних працездатності м'язів під час виконання ритмічних вправ, відпрацювання навичок роботи колективом в обмеженому просторі в умовах невагомості, важливим етапом стало відпрацювання виходу та роботи космонавта у відкритому космосі.
Основними завданнями медичних досліджень під час польоту корабля «Восход» були:
- Вивчення функціонального стану центральної нервової системи і працездатності членів екіпажу на різних етапах космічного польоту.
- Вивчення впливу комплексу факторів космічного польоту на функціональний стан серцево-судинної системи і систему крові.
- Дослідження функціонального стану аналізаторів в умовах невагомості.
- Дослідження зовнішнього дихання і енерговитрат за споживанням кисню.
- Оцінка ефективності систем життєзабезпечення і засобів приземлення.
- Оцінка раціональності передбаченого програмою режиму праці та відпочинку членів екіпажу в умовах космічного польоту.

У скасованих польотах планувалось створення короткочасної штучної гравітації поєднанням корабля і останнього ступеня ракети-носія тросом довжиною 50—300 метрів, які після розкручування мали обертатись навколо загального центру мас.
Космічні кораблі «Восход» виводились на орбіту ракетою-носієм «Восход», розробленою на базі ракети-носія «Восток».
На відміну від системи катапультування на попередніх кораблях «Восток» і системи аварійного порятунку (САС) ракет-носіїв наступних кораблів «Союз», ракета-носій «Восход» не мала засобів порятунку при аварії у перші хвилини після запуску. Зважаючи на такий високий ризик і концентрацію ресурсів на програмі «Союз» та місячній програмі, програма «Восход» була згорнута після двох польотів.

## Виконання програми
За програмою відбулись наступні польоти:
- «Космос-47» — 6 жовтня 1964 року. Безпілотний випробувальний політ для відпрацювання і тестування корабля.
- «Восход-1» — 12 жовтень 1964 року. Перший космічний політ з кількома особами на борту. Екіпаж — космонавт-пілот Володимир Комаров, конструктор Костянтин Феоктистов і лікар Борис Єгоров.
- «Космос-57» — 22 лютого 1965 року. Безпілотний випробувальний політ для відпрацювання корабля для виходу в космос, завершився невдачею (підірваний системою самознищення через помилку командної системи).
- «Космос-59» — 7 березня 1965 року. Безпілотний випробувальний політ апарата іншої серії («Зеніт-4») зі встановленим шлюзом корабля «Восход» для виходу в космос.
- «Восход-2» — 18 березня 1965 року. Перший вихід у відкритий космос. Склад екіпажу — космонавт-пілот Павло Бєляєв і космонавт-випробувач Олексій Леонов.
- «Космос-110» — 22 лютого 1966 року. Випробувальний політ для перевірки роботи бортових систем при тривалому орбітальному польоті, на борту були дві собаки — Вітерець і Вуглик, політ тривав 22 доби.

Детально планувались, але були скасовані разом з програмою навесні-влітку 1966 року ще 5 пілотованих польотів:
- «Восход-3» (Борис Волинов — Георгій Катис, замінений Георгієм Шоніним) — рекордний 18-добовий політ для наукових і військових досліджень (виконаний безпілотним апаратом «Космос-110»).
- «Восход-4» (спочатку Павло Попович — Валентина Пономарьова; потім Пономарьова — Ірина Соловйова) — 10—15-добовий політ спочатку з першим змішаним жіночо-чоловічим екіпажем; потім — з жіночим екіпажем і першим виходом жінки у космос.
- «Восход-5 (-6)» (Хрунов — Воронов) — 3—5-добовий політ із 2—3 виходами у космос і віддаленням на 50—100 метрів з використанням автономного засобу пересування космонавта.
- «Восход-6 (-5)» (Лев Дьомін — Ільїн / Киселя / Сенкевич) — 5—10-добовий політ з медичною програмою з хірургічною операцією на тварині (кролику).
- «Восход-7» (Георгій Береговий — Катис) — 15—18-добовий політ зі створенням штучної гравітації.

## Нереалізована частина програми
Після польотів кораблів «Восход» і «Восход-2» 1965 року почалась підготовка до запуску «Восходу-3» з програмою наукових досліджень тривалістю 10—15 діб. Частина наукової апаратури, призначена для роботи в умовах космічного вакууму, розміщувалась у спеціальній герметичній, увігнутій в кабіну корабля, півсфері з ілюмінатором і маніпулятором
У травні 1965 року були сформовані і почали тренуватись екіпажі. Основний: Борис Валентинович Волинов — командир корабля і Георгій Петрович Катис — науковий співробітник Інституту автоматики й телемеханіки АН СРСР. Дублерний: Георгій Тимофійович Береговий і Лев Степанович Дьомін. Резервний: Володимир Олександрович Шаталов і Юрій Петрович Артюхін.
Корольов планував запуск корабля у листопаді 1965 року. Але до того часу намітилося деяке відставання від графіка підготовки корабля. Із запізненням надходила і наукова апаратура. 14 січня 1966 року під час хірургічної операції помер Сергій Павлович Корольов. Після його смерті наукову програму експедиції скасували, а екіпажі переформували. Було вирішено призначити політ на другий квартал 1966 року за військовою програмою тривалістю до 20 діб. До основного екіпажу увійшли Волинов і Шонін, у дублерний — Береговий і Шаталов.
22 лютого 1966 року при підготовці польоту «Восходу-3» був запущений безпілотний корабель «Восход», що отримав після виходу на орбіту назву «Космос-110». На його борту знаходилися собаки Вітерець і Вуглик. Зробивши 22-добовий політ, корабель 16 березня успішно повернувся на Землю.
ОКБ-1 очолив Василь Павлович Мішин. На його думку, «Восход», створений на основі корабля «Восток», морально застарів і не відповідав зростаючим потребам пілотованої космонавтики. Він домігся у керівництва військово-промислового комплексу країни дозволу припинити виготовлення «Восходів» і закрити цю програму досліджень, щоб створити новий універсальний пілотований космічний корабель «Союз». До того часу крім «Восходу-3» в ОКБ-1 були виготовлені корпуси ще кількох апаратів цієї серії.
«Восход-3» не був виведений на орбіту, а екіпажі розформували. З припиненням програми були скасовані й інші польоти таких кораблів, хоча за планами їх мало бути сім.
Так, на кінець 1966-го — початок 1967 року планувався запуск «Восходу-4» з жіночим екіпажем, при цьому передбачався перший у світі вихід жінки у відкритий космос. Передбачалось, що в основний екіпаж увійдуть Валентина Леонідівна Пономарьова та Ірина Баяновна Соловйова. Їхні дублери — Жанна Дмитрівна Сергєйчік (Єркіна) і Тетяна Дмитрівна Піцхелаурі (Кузнєцова). Ірина Соловйова мала здійснити вихід у космос.
На 1967 планувався запуск «Восходу-5» з медичною програмою польоту тривалістю п'ять діб. Передбачалось, що полетять космонавт ВПС і лікар — представник Інституту медико-біологічних проблем (ІМБП) Міністерства охорони здоров'я СРСР.
Наукова програма включала біомедичні експерименти з людьми і виконання в польоті хірургічної операції на піддослідній тварині — кролику. У зв'язку з цим в ІМБП влітку 1965 року відбувся медичний відбір співробітників інституту і була сформована група, до якої увійшли лікарі Євген Олександрович Ільїн, Олександр Олексійович Кисельов, Сергій Олегович Миколаїв і Юрій Олександрович Сенкевич, що став згодом відомим мандрівником і ведучим телепередачі «Клуб мандрівників». Вони почали тренування і відпрацювання науково-медичної програми польоту. Заняття відбувались також в макеті корабля «Восход», встановленому в інституті.
Після додаткових обстежень подальшу підготовку продовжили Ільїн, Кисельов і Сенкевич. Для них на машинобудівному заводі «Зірка» були виготовлені крісла-ложементи і зшиті польотні костюми. Однак незабаром через припинення програми «Восход» лікарі повернулись до своєї роботи.
На «Восході-6» планувалося випробувати установку для автономного пересування космонавта у відкритому космосі. Вона була створена фахівцями «Зірки» під керівництвом Гая Ілліча Северина.
«Восход-7» мав завершити програму. Корабель і третій ступінь ракети-носія «Союз» передбачалось з'єднати тросом довжиною 50 м і за допомогою двигунів останнього ступеня й корабля здійснити закрутку цієї зв'язки навколо центру мас для експерименту зі створення штучної сили тяжіння. Проєкт розроблявся Центральним спеціалізованим конструкторським бюро (ЦСКБ) — філією № 1 ЦКБЕМ у Куйбишеві під керівництвом Дмитра Ілліча Козлова.

## Результати програми
Вихід людини в космос, виконаний під час польоту корабля «Восход-2», — це експеримент, що довів, що людина може не тільки здійснювати польоти в космосі, а й активно працювати в космічному просторі. Вирішення цього завдання ознаменувало собою початок якісно нового етапу в дослідженнях космічного простору. Воно відкрило перспективи здійснення складальних робіт у космосі і, отже, створення там довготривалих жилих орбітальних станцій.
Це досягнення за своєю значимістю стоїть в одному ряду з запуском першого штучного супутника Землі і першим польотом людини в космос.